# Phaedrotoma alconana
Phaedrotoma alconana är en stekelart som först beskrevs av Fischer 1964.  Phaedrotoma alconana ingår i släktet Phaedrotoma och familjen bracksteklar. Inga underarter finns listade i Catalogue of Life.